# مؤسسة إذاعة الدفاع الوطنية
مؤسسة إذاعة الدفاع الوطنية (بالسويدية: Försvarets radioanstalt، FRA) هي وكالة حكومية سويدية نُظمت تحت إشراف وزارة الدفاع. المهمتان الرئيسيتان لـ FRA هما استخبارات الإشارات (SIGINT) ودعم السلطات الحكومية والشركات المملوكة للدولة فيما يتعلق بأمان الكمبيوتر.
لا يُسمح لـ FRA بالبدء في أية مراقبة من تلقاء نفسها، حيث تعمل فقط من خلال مهمات من الحكومة والمكاتب الحكومية والقوات المسلحة ومجلس الشرطة الوطني السويدي وجهاز الأمن السويدي (SÄPO)، تُتخذ القرارات وتتم الرقابة على اعتراض المعلومات من قبل محكمة استخبارات الدفاع ولجنة استخبارات الدفاع، كما تُوفر رقابة إضافية بشأن حماية الخصوصية من قبل هيئة حماية البيانات السويدية.

## التاريخ
تأسست استخبارات الإشارات في السويد منذ عام 1905 حيث كان لدى هيئة الأركان العامة السويدية والأركان البحرية على التوالي إدارات لاستخبارات الإشارات وتحليل التشفير. ونجحت هذه الأقسام مثلًا في فك شيفرة أسطول بحر البلطيق الروسي. بعد الحرب العالمية الأولى توقفت هذه الخاصية لأن الساسة لم يروا منها فائدة تذكر ولم يمنحوا التمويل لها. لكن استمرت البحرية السويدية على نطاق أصغر وطورت كفاءتها أكثر. إحدى أولى النجاحات الكبيرة لهم كانت في عام 1933 حين تمكنوا من حل الشيفرة الخاصة بـ (OGPU) الروسية (وهي سلف KGB).
في عام 1937 أُنشأت هيئة الدفاع السويدي ومعها قسم التشفير بما فيه كريبتو ديتيل 4 وكانت المسؤولة عن تحليل الشفرات. في عام 1940 عندما احتلت ألمانيا الدنمارك والنرويج طلب الفيرماخت (القوات الألمانية) استخدام شبكة الهاتف السويدية من أجل اتصالاتها. تم قبول ذلك وبدأ كريبتو ديتيل 4 على الفور في الاعتراض. تم تشفير حركة المرور بشكل دائم تقريباً بواسطة آلة تشفير Geheimfernschreiber الألمانية. يُعتقد أن هذا الجهاز ينتج رسائل غير قابلة للفك، بسبب إعدادات تشفير مفاتيحها المختلفة 893,622,318,929,520,960. لكن بعد أسبوعين من عمل شخص واحد، قام أستاذ الرياضيات السويدي أرني بيرلنغ بفك شيفرة جي-شريبر G-schreiber باستخدام قلم رصاص وورق فقط. وقد وصف ديفيد كان هذا الإنجاز في كتابه كاسر الشيفرات: «من المحتمل جداً أن يكون أفضل تحليل للشيفرات المنجزة خلال الحرب العالمية الثانية هو حل آرني بيرلنغ لسر جي-شريبر». خلال الحرب العالمية الثانية تم اعتراض حوالي 296000 رسالة ألمانية وفي عام 1942 اتخذت الحكومة السويدية قراراً بتأسيس إذاعة الدفاع الوطني.
كان أول موقع تجمع ثابت في وسط ستوكهولم، ولكن في عام 1940 نُقل إلى عدد من الفيلات في جزيرة الضواحي ليدينغو. ثم توالى إنشاء مواقع أخرى في السويد، وفي عام 1943 نقلت FRA مقرها الرئيسي إلى لوفون، على بعد نحو 15 كم من ستوكهولم. في الستينيات كان موقع مقر FRA لا يزال سرياً للغاية.

## الأحداث البارزة

### عملية ستيلا بولاريس
في المرحلة الأخيرة من حرب الاستمرار عامي 1943-1944 وحين هدد الاتحاد السوفيتي باحتلال فنلندا، طلبت الاستخبارات الفنلندية نقل نحو 200 مختص ومعدات استخبارات متقدمة إلى السويد لتأسيس منظمة في المنفى. نُقل عدد صغير من أفراد الوحدات والمواد في عملية ستيلا بولاريس على مدار ليلتين في أيلول عام 1944. أتاحت عملية ستيلا بولاريس للسويد الوصول إلى ثروة من المواد المؤهلة وضباط استخبارات الإشارات، الذين وظف بعضهم. أما بالنسبة لفنلندا فقد أسفر ذلك عن علاقة سياسية داخلية وبسبب التأثير القوي للحزب الشيوعي في الحكومة فقد سُجن العديد ممن يسمون بـ «معادي السوفييت» المتورطين.

### قضية كاتالينا
في 13 حزيران عام 1952 اختفت طائرة تي بي هوغين 79 (DC-3) تابعة لسلاح الجو السويدي خلال مهمة استطلاع لاستخبارات الإشارات شرق جزيرة غوتلاند السويدية في بحر البلطيق. ادعت الحكومة السويدية في البداية أن الرحلة كانت مجرد تمرين ملاحي لكنها اعترفت لاحقاً أن الطائرة كانت تحمل معدات مراقبة إلكترونية أمريكية وخمسة أخصائيين من FRA على متنها. بعد ثلاثة أيام أُسقطت طائرة للبحث والإنقاذ تابعة لسلاح الجو السويدي من طراز 47 تي بي (كاتالينا) من قبل مقاتلة سوفيتية من طراز ميغ 15، ولكن تم إنقاذ الطاقم بواسطة سفينة شحن ألمانية قريبة. ونفى الاتحاد السوفيتي أي تورط في اختفاء طائرة DC-3، على الرغم من العثور على بقايا من الطائرة أثناء البحث تحتوي شظايا من ذخيرة ميغ 15، في عام 1956 اعترف الزعيم السوفييتي نيكيتا خروتشوف لرئيس الوزراء السويدي تاغ إيرلاندر بأن الاتحاد السوفييتي كان مسؤولاً بالفعل عن إسقاط الطائرة، لكن هذا لم ينشر للعموم ولا حتى لأقارب طاقم الطائرة. وقد اعترفت روسيا رسمياً بإسقاطها في عام 1991. في عام 2003 تم العثور على حطام الطائرة DC-3 التي أسقطت على بعد حوالي 55 كم شرق مدينة غوتلاند. عُثر على رفات عدة أفراد من الطاقم في الطائرة، وأظهرت الأضرار التي لحقت بالطائرة أن سبب إسقاطها كان مقاتلة ميغ 15 بالفعل.

## الهيكل التنظيمي
تنظم أنشطة العمليات لـ FRA في أربعة أقسام:
- جهاز استخبارات الإشارات (بالسويدية: Signalunderrättelsetjänsten)
- قسم عمليات الإنترنت (بالسويدية: Avdelningen för cyberverksamhet)
- قسم خدمات الدعم الداخلي (بالسويدية: Avdelningen för verksamhetsstöd)
- قسم التطوير التقني والمساعدة التقنية الأخرى (بالسويدية: Avdelningen för teknisk utveckling och annat tekniskt stöd).

بالإضافة إلى ذلك يوجد أيضاً طاقم قيادة وعدد من المهام المتخصصة التي تقدم تقاريرها مباشرة إلى المدير العام.

### القيادة
فيما يلي قائمة بالمديرين العامين:
- تورغيل ثورين (1942-1957)
- غوستاف ثام (1957-1963)
- كارل غوستاف ليندن (1963-1972)
- لارس ر. لجونغرين (1972-1985)
- بير كيتيس (1985-1989)
- بينغت وولروث (1989-1994)
- بير كجيلنيس (1994-2003)
- إينغفار إيكيسون (2003-2013)
- داغ هارتيليوس (2013 حتى الآن)
- نواب المديرين العامين
- يوهان تونبيرغر (2000-2003)
- أندرس ويك (2003-2008)
- كريستينا مالم (2008-2015)
- شارلوتا غوستافسون (2017 إلى الوقت الحاضر)

## المرافق والمعدات
يقع المقر الرئيسي في جزيرة لوفون في مقاطعة ستوكهولم. خصصت الحكومة ما مجموعه 860 مليون كرونا سويدية لإذاعة الدفاع الوطني في الميزانية السنوية للعام المالي 2014، وهذه زيادة في الإنفاق بمبلغ 38 مليون مقارنة بالعام السابق، وهذا بسبب «زيادة التكاليف التقنية والتغيرات في الخارج». في عام 2009 كان عدد الموظفين «أقل من 700 بقليل» وفقاً لـ FRA.
يتم اعتراض الإشارات من مواقع ثابتة على الأراضي السويدية، ومن سفينة استخبارات الإشارات أوريون HSwMS التي تديرها البحرية السويدية، والتي سوف تستبدل قريباً بسفينة أخرى، ومن طائرتين من طراز غولف ستريم 4 وتديرهما القوات الجوية السويدية.

### الحوسبة
سجلت توب 500 لـ FRA امتلاكها لخامس أسرع حاسوب عملاق في العالم في قائمة تشرين الثاني عام 2007. ووفقًا للمدير العام فإن هذا الحاسوب يستخدم من أجل «التشفير وأمن المعلومات». ولكن بحلول عام 2013 خرج هذا الحاسوب من القائمة.